# Harvey Beaks
Harvey Beaks est une série d'animation américaine en 52 épisodes de 22 minutes (104 segments de 11 minutes) créée par C.H. Greenblatt et diffusée entre le 6 décembre 2014 et le 8 janvier 2016 sur Nickelodeon, puis en 2017 sur Nicktoons.
En France, la série a été diffusée sur Nickelodeon le 5 juin 2015 et à partir du 31 août 2015 sur Gulli.

## Synopsis
Harvey est un oisillon gentil et sympa. Mais il apprendra à s'amuser avec Fee, une paresseuse très déjantée et Foo un petit singe totalement fou et devenir un vrai petit embêtant comme ces derniers. Mais est-ce que ça lui correspondra toujours ?

## Personnages

### Personnages principaux
- Harvey Beaks : Harvey Beaks est un petit oisillon (cité dans l'épisode La première cicatrice de Harvey), qui habite avec ses parents et avec sa petite sœur, Michelle.
- Fee : Fee est la sœur jumelle de Foo. Elle est vraiment déjantée, paresseuse et adore prendre des risques.Elle encourage souvent Harvey à être un vilain garçon.
- Foo : Foo est le frère jumeau de Fee. Il est vraiment bête et se fait mal tout le temps. Il aime attraper les bestioles et se mettre dans la boue.
- Dade : Dade est un lapin, un cafteur et un fou de la sagesse, mais aussi le meilleur ami de Harvey, dont il est plus sage. Il déteste les dangers et qu'on enfreigne la loi.
- Michelle Beaks : Michelle Beaks est la petite sœur de Harvey. C'est un œuf (dans la saison 1). Harvey lui donne souvent des conseils, ou lui dit ce qu'il va faire. Dans la saison 2, Michelle éclot et l'on découvre qu'elle est une chipie, au caractère mesquin et aux yeux rouges effrayant.
- Jérémy : Jérémy est un champignon à tête rouge avec de petits pois. Il est très sympathique, et aime beaucoup aider ceux qui lui demande de l'aide, souvent volontairement. Mais malheureusement, il détruit tout partout où il passe. Il est très attentionné.

### Personnages secondaires
- Miriam Beaks : Miriam Beaks est la mère de Harvey. Elle l'encourage à vivre ses aventures, telles qu'elles soient, car elle se dit que rien ne lui arrivera. Elle est bibliothécaire.
- Irving Beaks : c'est le père de Harvey. Il reste à la maison, et aime donner ses affaires à Harvey. Il fait partie du groupe Les Cloches, devenu un groupe de garage qui était célèbre pendant un épisode (saison 1)
- Claire : c’est une renarde douce et gentille. Elle vit dans l’ombre de sa parfaite sœur. Elle est toujours débordée alors que la seule chose qu’elle veut faire c’est passer du temps avec ses amis ! Elle craque complètement pour Foo parce qu’elle le voit comme un bad boy ! Sa soif de liberté et de rébellion la pousse à rejoindre la bande dans leurs aventures ! Claire passe tout son temps à essayer de répondre aux attentes de ses parents, mais elle va petit à petit trouver sa propre voie.
- Piri Piri : c’est un oiseau optimiste ! Elle vit sur une autre planète et trouve que tout est incroyable, même quand c’est quelque chose de banal ! Sincère, créative et un peu à l’ouest,  c’est la rêveuse de la bande.
- Princesse : c'est un hibou femelle qui se croit être le centre du monde. Elle aime tout gagner et selon elle, la terre et les autres sont des pauvres, qui lui demandent de l'aide. Elle demande à son père qui appartient au jury, de trafiquer les résultats des concours auxquels elle participe. On apprend dans la saison 2 que sa maman est morte.
- Kratz : c’est un putois qui a souvent de la malchance, mais il a appris à vivre avec ! Il est un peu bizarre, empoté et ne sent pas très bon, mais à sa plus grande surprise, il a quand même des amis.
- Technounours : c'est un ours fan de techno qui a été adopté par un couple de tortues. Il aime beaucoup faire la fête et les filles. Son véritable prénom est Terrynounours, mais il ne l'apprend que le jour où il reçoit sa carte de bibliothèque.
- Rooter : c’est un sanglier sportif et musclé, qui pense que tout peut être résolu par la force de ses muscles.

## Distribution

### Voix originales
- Max Charles : Harvey Beaks
- Jackson Brundage puis Tom Robinson : Foo
- Angelina Wahler : Fee
- Kerri Kenney-Silver : Miriam Beaks
- Chris Parnell (pilote) puis Scott Adsit : Irving Beaks

### Voix françaises
- Marie Nonnenmacher : Harvey Beaks
- Hervé Grull : Foo
- Caroline Combes : Fee
- Christèle Billault : Miriam Beaks, la mère de Randl
- Yann Pichon : Irving Beaks
- Dimitri Rougeul : Dade
- Nathanel Alimi : Technounours
- Gabriel Bismuth-Bienaimé : Princesse, Kratz
- Claire Baradat : Claire
- Zina Khakhoulia : Halbreth
- Marie Millet-Giraudon : Piri Piri, Rooter
- Tristan Petitgirard : Bartleburt
- Cédric Dumond : Mitch
- Cyrille Artaux : Moff
- Julien Kramer : Gianluigi, Randl
- Jean-Paul Pitolin : l'officier Fred, coach Dinkly
- Michel Tureau
- Camille Donda
- Fouzia Ben Youssef
- Charlotte Correa
- Arnaud Denissel
- Benoît Du Pac
- Marion Game
- Hanna Hägglund
- Virginie Ledieu
- Jean-Pascal Quilichini
- Marc Saez
- Pascale Vital
- Brigitte Lecordier

- Version française

- - Studio de doublage : Lylo Media Group
  - Direction artistique : Julien Kramer et Charlotte Correa (dialogues), Edwige Chandelier (chansons)
  - Adaptation : Charlotte Correa, Flora Seeger, Fouzia Ben Youssef, Guérine Regnaut, Aurore Lafage, Audrey Bernière, Didier Duclos, Hélène Castets, Anne Fombeurre et Jennifer Dufrene

 Source et légende : version française (VF) sur RS Doublage

## Épisodes
| Saisons | Épisodes | Épisodes | Segments | États-Unis      | États-Unis       | France           | France           | Chaîne      |
| Saisons | Épisodes | Épisodes | Segments | Début de saison | Fin de saison    | Début de saison  | Fin de saison    | Chaîne      |
| ------- | -------- | -------- | -------- | --------------- | ---------------- | ---------------- | ---------------- | ----------- |
| 1       | 26       | 26       | 52       | 26 mars 2015    | 26 février 2016  | 4 juin 2015      | 23 juillet 2017  | Nickelodeon |
| 2       | 26       | 11       | 52       | 7 mars 2016     | 26 novembre 2016 | 6 août 2017      | 15 décembre 2017 | Nickelodeon |
| 2       | 26       | 15       | 52       | 17 mars 2017    | 25 juin 2018     | 18 décembre 2017 | 29 décembre 2017 | Nicktoons   |
| 3       | 26       | 26       | 52       | 25 juin 2018    | 13 mai 2019      | 3 septembre 2018 | 29 août 2019     | Nickelodeon |
| 4       | 20       | 20       |          | 20 mai 2019     | 26 octobre 2019  | 29 août 2019     | 19 août 2021     | Nickelodeon |

### Pilote (2014)
| N° | # | Titre de l'épisode | Titre de l'épisode | Publication originale |
| -- | - | ------------------ | ------------------ | --------------------- |
| 0  | 0 | La Petite Canaille | Bad Seeds          | 4 décembre 2014       |

### Première saison (2014-2015)
| N° | #   | Titre de l'épisode                    | Titre de l'épisode                        | Date de diffusion | Date de diffusion |
| 1  | 1a  | Le Grand Tchou !                      | Pe-Choo!                                  | 3 novembre 2014   | 4 juin 2015       |
| 1  | 1b  | L'Arbre à crachat                     | The Spitting Tree                         | 3 novembre 2014   | 4 juin 2015       |
| 2  | 2a  | Location de vélo                      | The Rentl Bike                            | 4 novembre 2014   | 11 juin 2015      |
| 2  | 2b  | L'Anti-Saint-Valentin                 | Anti-Valentine's Day                      | 4 novembre 2014   | 11 juin 2015      |
| 3  | 3a  | Le Doigt                              | The Finger                                | 5 novembre 2014   | 18 juin 2015      |
| 3  | 3b  | Le Côté négatif des charges positives | The Negatives of Being Positively Charged | 5 novembre 2014   | 18 juin 2015      |
| 4  | 4a  | Nuit de la comète ?                   | Comet Night?                              | 6 novembre 2014   | 15 juillet 2015   |
| 4  | 4b  | Nuit de la comète !                   | Comet Night!                              | 6 novembre 2014   | 15 juillet 2015   |
| 5  | 5a  | Une histoire sans queue ni tête       | A Tail of Les Squirrels                   | 7 novembre 2014   | 10 août 2015      |
| 5  | 5b  | Quelqu'un a volé mes affaires         | Someone's Stealing My Stuff               | 7 novembre 2014   | 10 août 2015      |
| 6  | 6a  | Une soirée en boîte                   | Nightclub Night                           | 13 novembre 2014  | 3 août 2015       |
| 6  | 6b  | Le Rebelle                            | The Rebel                                 | 13 novembre 2014  | 3 août 2015       |
| 7  | 7a  | La Première Cicatrice de Harvey       | Harvey's First Scar                       | 8 décembre 2014   | 17 août 2015      |
| 7  | 7b  | La Nature de la Nature                | The Nature of Nature                      | 8 décembre 2014   | 17 août 2015      |
| 8  | 8a  | Un problème fantômatique              | The Ghost Problem                         | 9 décembre 2014   | 28 septembre 2015 |
| 8  | 8b  | La Meilleure, c'est Princesse         | Princess is Better Than You               | 9 décembre 2014   | 28 septembre 2015 |
| 9  | 9a  | Le Tout Puissant Foo                  | The Almighty Foo                          | 10 décembre 2014  | 5 octobre 2015    |
| 9  | 9b  | Dade à l'ancienne                     | Old-Fashionned Dade                       | 10 décembre 2014  | 5 octobre 2015    |
| 10 | 10a | La Soirée pyjama                      | The Sleepover's Over                      | 11 décembre 2014  | 19 octobre 2015   |
| 10 | 10b | Baby-sitter certifié                  | Certified Babysitter                      | 11 décembre 2014  | 19 octobre 2015   |
| 11 | 11a | Les Cheveux de Fee                    | Fee's Haircut                             | 12 décembre 2014  | 26 octobre 2015   |
| 11 | 11b | Le Livre préféré de Harvey            | Harvey's Favorite Book                    | 12 décembre 2014  | 26 octobre 2015   |
| 12 | 12a | La Bande à papa                       | Dad Band                                  | 20 janvier 2015   | 9 novembre 2015   |
| 12 | 12b | La Caisse de survie de Foo            | Foo's Panic Room                          | 20 janvier 2015   | 9 novembre 2015   |
| 13 | 13a | Une journée à ne rien faire           | A Day of No To-Do                         | 21 janvier 2015   | 16 novembre 2015  |
| 13 | 13b | La Recette du désastre                | Recipe for Disaster                       | 22 janvier 2015   | 16 novembre 2015  |
| 14 | 14a | Le Scandale de Randl                  | Randl's Scandl                            | 23 janvier 2015   | 25 janvier 2016   |
| 14 | 14b | Le Roi de la blague                   | King of Pranks                            | 24 janvier 2015   | 25 janvier 2016   |
| 15 | 15a | Nettoie-Man                           | Night Maid                                | 25 janvier 2015   | 11 décembre 2015  |
| 15 | 15b | Coco Cracra                           | Icky Chicky                               | 29 janvier 2015   | 11 décembre 2015  |
| 16 | 16a | Les Copines d'abord                   | Buds Before Studs                         | 30 janvier 2015   | 21 mars 2016      |
| 16 | 16b | Harvey se bat contre Kratz            | Harvey Fights Kratz                       | 31 janvier 2015   | 21 mars 2016      |
| 17 | 17a | Les Champions de l'igname             | Yampions                                  | 1er février 2015  | 22 mars 2016      |
| 17 | 17b | Barkball                              | Barkball                                  | 2 février 2015    | 22 mars 2016      |
| 18 | 18a | Balances en herbe                     | Junior Squealers                          | 8 février 2015    | 23 mars 2016      |
| 18 | 18b | L'Orage                               | The Storm                                 | 8 février 2015    | 23 mars 2016      |
| 19 | 19a | La Porte à vapeur                     | Steamgate                                 | 15 février 2015   | 24 mars 2016      |
| 19 | 19b | À l’épreuve des yétis                 | Yeti Ready                                | 15 février 2015   | 24 mars 2016      |
| 20 | 20a | Le Labyrinthe de maïs... maudit !     | Le Corn Maze... of DOOM!                  | 22 février 2015   | 25 mars 2016      |
| 20 | 20b | Harvey fait pas peur                  | Harvey Isn't Scary                        | 22 février 2015   | 25 mars 2016      |
| 21 | 21a | Terrynounours                         | Terrybear                                 | 1er mars 2015     | 8 juillet 2017    |
| 21 | 21b | Bark Kart                             | Bark Kart                                 | 1er mars 2015     | 8 juillet 2017    |
| 22 | 22a | Wade est plus cool que Dade           | Wade is Cooler Than Dade                  | 8 mars 2015       | 9 juillet 2017    |
| 22 | 22b | Le Roi en son château                 | King of the Castle                        | 8 mars 2015       | 9 juillet 2017    |
| 23 | 23a | Le FooFee                             | FooFee                                    | 15 mars 2015      | 15 juillet 2017   |
| 23 | 23b | Pourquoi vous êtes amis, déjà ?       | Why Are You Even Friends?                 | 15 mars 2015      | 15 juillet 2017   |
| 24 | 24a | La Punition                           | The Punishement                           | 22 mars 2015      | 16 juillet 2017   |
| 24 | 24b | L'Arbristice                          | Arbor Day                                 | 22 mars 2015      | 16 juillet 2017   |
| 25 | 25a | L'Âge à deux chiffres                 | Double Digits                             | 29 mars 2015      | 23 juillet 2017   |
| 25 | 25b | Le Premier Anniversaire de Fee et Foo | Fee and Foo's First Birthday              | 29 mars 2015      | 23 juillet 2017   |
| 26 | 26a | Seul                                  | Alone                                     | 4 avril 2015      | 22 juillet 2017   |
| 26 | 26b | Chaussures de Foo                     | Foo Shoes                                 | 4 avril 2015      | 22 juillet 2017   |

### Deuxième saison (2015-2016)
| N°  | #   | Titre de l'épisode                    | Titre de l'épisode                             | Date de diffusion                                     | Date de diffusion                                              |
| --- | --- | ------------------------------------- | ---------------------------------------------- | ----------------------------------------------------- | -------------------------------------------------------------- |
| 27  | 1   | Steampunks                            | Steampunks                                     | 30 novembre 2015                                      | 6 août 2017                                                    |
| 28  | 2   | Steampunks                            | Steampunks                                     | 30 novembre 2015                                      | 12 août 2017                                                   |
| 29  | 3a  | Le Nouveau Petit cœur du chou         | The New Bugaboo                                | 1er décembre 2015                                     | 29 juillet 2017                                                |
| 29  | 3b  | L'Affaire de la bite disparu          | The Case of the Missing Pancake                | 1er décembre 2015                                     | 29 juillet 2017                                                |
| 30  | 4a  | Kathy avec un K                       | Kathy with a "K"                               | 2 décembre 2015                                       | 30 juillet 2017                                                |
| 30  | 4b  | L'Animal d'Harvey                     | Harvey's Pet                                   | 3 décembre 2015                                       | 30 juillet 2017                                                |
| 31  | 5a  | La Pyramide de Fee                    | Fee's Pyramid                                  | 4 décembre 2015                                       | 5 août 2017                                                    |
| 31  | 5b  | Dette de vie                          | Life Debt                                      | 5 décembre 2015                                       | 5 août 2017                                                    |
| 32  | 6a  | Les Sentiments                        | The Feelings                                   | 6 décembre 2015                                       | 8 juillet 2017                                                 |
| 32  | 6b  | Le Sac à malices                      | Bag of Naughty                                 | 7 décembre 2015                                       | 8 juillet 2017                                                 |
| 33  | 7a  | Opération beurre de cacahuètes        | Operation Peanut Butter                        | 8 décembre 2015                                       | 9 juillet 2017                                                 |
| 33  | 7b  | Mini Littlebark                       | Little Littlebark                              | 9 décembre 2015                                       | 9 juillet 2017                                                 |
| 34  | 8a  | Saisie à tout prix                    | Repo Fee                                       | 11 décembre 2015                                      | 13 août 2017                                                   |
| 34  | 8b  | Ex aequo                              | Stalemates                                     | 14 décembre 2015                                      | 13 août 2017                                                   |
| 35  | 9a  | La Ballade de Muesli et Bojangles     | The Ballad of Muesli and Jangles               | 15 décembre 2015                                      | 23 juillet 2017                                                |
| 35  | 9b  | Floo-ide                              | Floo-id                                        | 15 décembre 2015                                      | 23 juillet 2017                                                |
| 37  | 11a | Blister                               | The Blister                                    | 16 décembre 2015                                      | 22 juillet 2017                                                |
| 37  | 11b | Mauvaise Graine                       | The Bad Seed                                   | 16 décembre 2015                                      | 22 juillet 2017                                                |
| 38  | 12a | Rockbark, reine du rock               | Rockbark Rocks                                 | 17 décembre 2015                                      | 30 juillet 2017                                                |
| 38  | 12b | L'esprit met les voiles               | Ocean Promotion                                | 17 décembre 2015                                      | 30 juillet 2017                                                |
| 39  | 13  | Technotrouille                        | TechnoFreak                                    | 18 décembre 2015                                      | 16 juillet 2017                                                |
| 40  | 14a | Jourdain secret                       | Secret Gordon                                  | 21 décembre 2015                                      | 15 juillet 2017                                                |
| 40  | 14b | La plume mystérieuse                  | The Mysterious Feather                         | 21 décembre 2015                                      | 15 juillet 2017                                                |
| Sp. | Sp. | C'est Noël, les copains !             | It's Christmas, You Dorks!                     | 25 décembre 2015                                      | 21 décembre 2017                                               |
| 41  | 16a | Jérémy, le défenseur de la forêt      | Jeremy: Defender of the Forest                 | 27 décembre 2015                                      | 17 décembre 2017 (YouTube France) 21 décembre 2017 (Télétoon+) |
| 41  | 16b | Princesse Harvey                      | Princess Harvey                                | 28 décembre 2015                                      | 17 décembre 2017 (YouTube France) 21 décembre 2017 (Télétoon+) |
| 42  | 17a | La Rupture                            | The Split                                      | 29 décembre 2015                                      | 21 décembre 2017                                               |
| 42  | 17b | Le Dade                               | The Dade                                       | 8 janvier 2016                                        | 21 décembre 2017                                               |
| 43  | 18a | Harvey le dur à frire                 | Hug Life                                       | 9 janvier 2016                                        | 21 décembre 2017                                               |
| 43  | 18b | La Barrière de la discorde            | On the Fence                                   | 28 janvier 2016                                       | 18 décembre 2017                                               |
| 44  | 19a | Princesse veut une maman              | Princess Wants a Mom                           | 28 janvier 2016                                       | 19 décembre 2017                                               |
| 44  | 19b | Les crises de rage prennent le large  | Rage Against the Michelle                      | 30 janvier 2016                                       | 19 décembre 2017                                               |
| 45  | 20a | J'y suis, j'y reste !                 | Break the Lake                                 | 30 janvier 2016                                       | 20 décembre 2017                                               |
| 45  | 20b | L'Incroyable Harvey                   | The Amazing Harvey                             | 30 janvier 2016                                       | 20 décembre 2017                                               |
| 46  | 21a | C'est pas trop tard !                 | The Late Late Afternoon Show with Harvey Beaks | 1er février 2016                                      | 21 décembre 2017                                               |
| 46  | 21b | La Truiticorne                        | The Grunicorn                                  | 2 février 2016                                        | 21 décembre 2017                                               |
| 47  | 22a | La Photo de trop                      | Photo Finished                                 | 2 octobre 2017 (YouTube) 30 novembre 2017 (Nicktoons) | 22 décembre 2017                                               |
| 47  | 22b | Pirates à bord !                      | Squashbuckling                                 | 2 octobre 2017 (YouTube) 30 novembre 2017 (Nicktoons) | 22 décembre 2017                                               |
| 48  | 23a | Les Saule-lutions de Kathy            | Leaf It to Kathy                               | 8 février 2018                                        | 19 février 2018                                                |
| 48  | 23b | Guide de survie à l'usage des enfants | A Child's Guide to Surviving in the Wild       | 8 février 2018                                        | 19 février 2018                                                |
| 49  | 24a | Le Grand Hôtel                        | Grand Motel                                    | 8 février 2018                                        | 20 février 2018                                                |
| 49  | 24b | Reviens Harvey !                      | Missing Harvey                                 | 8 février 2018                                        | 20 février 2018                                                |
| 50  | 25a | À plus, vieux cinglé                  | Later, Dingus                                  | 8 février 2018                                        | 21 février 2018                                                |
| 50  | 25b | Une patte à la fois                   | Hair to Help                                   | 8 février 2018                                        | 21 février 2018                                                |
| 51  | 26  | Nouveau Départ                        | The End and the Beginning                      | 8 février 2018                                        | 22 février 2018                                                |